# Kingdom Hearts II (série de mangá)
Kingdom Hearts II (キングダム ハーツII, Kingudamu Hātsu Tsū) é uma série de mangá, baseada no do jogo de video game Kingdom Hearts II, adaptada por Shiro Amano. Essa é a terceira série de mangá adaptada dos jogos da série Kingdom Hearts. O mangá é publicado na revista mensal Monthly Shōnen Gangan desde 2006 e foi concluído em agosto de 2015, com 10 volumes encadernados.
A série foi publicada inicialmente de 2006 a 2009, sendo lançados 5 volumes. Depois disso, a série foi paralisada pelo autor, que começou a serializar outro mangá baseado na série Kingdom Hearts: Kingdom Hearts 358/2 Days. Após a finalização de Kingdom Hearts 358/2 Days em 2012 o autor retomou a publicação de Kingdom Hearts II, concluindo o mangá em 2015.
No Brasil, o título foi anunciado pela Editora Abril em fevereiro de 2014, e os volumes estão sendo lançados desde março de 2014. Em outubro de 2014, a publicação do título entrou em hiato por ter se aproximado da publicação japonesa,e em seu lugar passou a ser publicado Kingdom Hearts 358/2 Dias. Sua publicação retornou em janeiro de 2015, com o lançamento do volume 08, e entrou em pausa, por alcançar o lançamento do Japão. Voltou da pausa em junho de 2015, com a publicação do volume 09.

## Enredo
A história passa-se um ano depois de Kingdom Hearts: Chain of Memories, onde Sora, Pateta e Donald, atraídos por um homem de capuz entram em um castelo chamado Castle Oblivion onde perdem gradualmente sua memória devido ao misterioso poder de uma nobody chamada Naminé. No fim do mangá, Sora encontra Naminé, e ela o coloca para dormir profundamente durante um ano de modo a recuperar as suas antigas memórias.
A história começa com um rapaz chamado Roxas que vive na Twilight Town com seus amigos Hayner, Pence e Olette. Roxas tem sonhos recorrentes das primeiras aventuras de Sora, enquanto atividades cada vez mais misteriosas ocorrem em Twilight Town, durante as férias de verão de Roxas. Após a obtenção da Keyblade para defender-se dos Nobodies, Roxas entra em contato com um jovem ruivo chamado Axel. Axel parece conhecer Roxas, mas no entanto, Roxas não tem lembranças dele, o que inexplicavelmente enfurece Axel. Roxas finalmente faz o seu caminho para uma mansão abandonada onde uma garota chamada Naminé informa de que ele é um Nobody, embora ele não sabia bem o que é um Nobody naquele momento. Por fim, confrontado por um misterioso homem de manto vermelho chamado DiZ, Roxas descobre Sora, Donald e Pateta dormindo em cápsulas escondidas no porão da mansão. Através de Naminé e de DiZ, ele descobre que é o Nobody de Sora e membro número 13 da Organização XIII. Roxas fora colocado na cidade virtual, após ser derrotado por Riku, o melhor amigo de Sora, e por DiZ (Ansem The Wise), para que pudesse virar dados de computador e se fundir com Sora, de modo a que este pudesse ser completo, o que acaba por fazer.
Sora, Pato Donald e Pateta acabam por acordar na verdadeira Twilight Town onde e Jiminy Cricket, que já havia narrado as aventuras do trio, descobre que seu jornal está agora completamente em branco, exceto a nota: "Thank Naminé" (que foi escrita por ele mesmo no final de Chain of Memories, embora ele seja incapaz de lembrar disso).
Após se encontrarem com Pete, um novo vilão, e falarem com King Mickey e Yen Sid, o grupo é informado de que eles devem, mais uma vez visitar muitos mundos para protegê-los de ambos os Heartless e os Nobodies em um tentativa de parar a Organização XIII. No percorrer das suas viagens, em Hollow Bastion batalham com mil Heartless, junto com os amigos moradores de Hollow Bastion. Desta vez, o seu objetivo é encontrar Riku, derrotar novos inimigos designados de Nobodies (que são o corpo e alma que um indivíduo deixa para trás quando se transforma num Heartless e descobrir os planos da Organização XIII que os controla. Sora recebe novas roupas com a capacidade de fazê-lo fundir-se com um dos membros da equipe de cada vez por um determinado tempo (conhecido como Forma Drive). Entretanto, Maleficent (Malévola) é ressuscitada pelas recordações das três fadas madrinhas da Bela Adormecida e junta-se a Pete (Bafo) na sua busca por poder e domínio.
Sora continua sua busca desbloqueando caminhos entre os mundos com sua Keyblade, aprendendo sobre os novos inimigos chamados de Nobodies e lutando contra ambos Nobodies e Heartless, assim como enfrentando os restantes membros da misteriosa Organização XIII. A cada mundo, novas descobertas são feitas, e a cada nova descoberta, a real intenção da Organização XIII é revelada. Enquanto a história progride, Sora aprende sobre Roxas e a ligação entre eles.
Depois da batalha, Xemnas, chefe da organização, revela seu objetivo final: usar Sora para destruir muitos Heartless, fazendo com que os corações liberados por eles se juntem e formem Kingdom Hearts, uma porta de entrada para o coração de todos os mundos, que a Organização XIII pretende usar para ter seus corações de volta. Depois de enfrentar e derrotar mais membros da Organização, Sora vai para o The World that Never Was para acertar as contas com a Organização, e finalmente se reúne com seus amigos Riku e Kairi. Sora descobre a verdade sobre Roxas, sobre Roxas e Naminé serem Nobodies dele e de Kairi, respectivamente, criados quando Sora e Kairi perderam seus corações no primeiro Kingdom Hearts.
No final, apenas Xemnas resta dos originais treze membros. Sora e Riku se unem para derrotá-lo, e seu novo Kingdom Hearts está fechado. Sora e os outros são devolvidos ao seu planeta natal, Destiny Islands. Depois dos créditos, Sora, Riku, Kairi recebem uma carta de King Mickey, sendo o seu conteúdo ainda um mistério.

### Mundos visitados
-Originais
- Twilight Town (Cidade do Crepúsculo);
- Destiny Islands, mundo dos protagonistas da série: Sora, Riku e Kairi.
- Traverse Town, uma espécie de "parada", onde realmente começa a aventura.
- Hollow Bastion, local cheio de personagens da Square e o quartel-general de Malévola.Personagens como Yuffie Kisaragi, Cid Highwind e Aeris de Final Fantasy VII e Squall Leonheart de Final Fantasy VIII aparecem lá.
- End of the World, inclui o terminal para ir a outros mundos.
- The World That Never Was
- Disney Castle, terra natal de Donald, Mickey e Pateta.

-Disney
- Castelo de Yen Sid, de O Aprendiz de Feiticeiro do filme Fantasia (1940)
- Beast's Castle (Castelo da Fera), de A Bela e a Fera (1991)
- The Land of Dragons (A Terra dos Dragões), de Mulan (1998)
- Olympus Coliseum (Coliseu Olímpico), de Hércules (1997).
- Passado, da animação O Vapor Willie
- Agrabah, de Aladdin (1992).
- Space Paranoids (Espaço Paranóico), de Tron: Uma odisséia eletrônica (1982)

## Lista de Volumes
| - 01 – Twilight Town - 02 – Intrusos - 03 – Sea Salt Ice Cream - 04 – O Som de Ondas a Distância - 05 – N° XIII - 06 – Uma Carta Sem Destinatário - 07 – O Que Eu Quero Saber |

| - 8 – Tempo Esgotado - 9 – Despedaçado - 10 – Lágrimas de um Nobody - 11 – O Crepúsculo Já Passou - 12 – A Chave Que Irá Abrir a Porta para a Luz - 13 – Hollow Bastion! Chegou a Hora do Reencontro |

| - 14 – Corações Solitários - 15 – Príncipe Encantado - 16 – Uma Triste Escolha - 17 – Fera sem Coração - 18 – O Amor Ainda tem Uma Chance - 19 – O Retorno de Vexen - 20 – Tropas Prontas para a Batalha - 21 – Sob a Neve |

| - 22 – Vira-Casaca - 23 – Não é Fácil Ser Um Herói - 24 – Rapsódia no Mundo Inferior - 25 – Que os Jogos Comecem! A Copa Hades - 26 – Siga Seu Coração - 27 – Castelo de Espinhos - 28 – O Castelo em Crise a Porta Misteriosa |

| - 29 – Tempos de Glória! - 30 – A Porta e os Velhos Tempos Que Não Voltam Mais - 31 – Uma Visita Inesperada - 32 – Cadê o Gênio? - 33 – Batalha Pela Lâmpada - 34 – Kairi: A Ladra de Corações - 35 – O Troféu Vai Para o Mais Forte - 36 – Vestígios de Um Velho Amigo - 37 – Amigo de Plástico |

| - 38 – Procuramos Sorrisos - 39 – A Calmaria Antes da Tempestade em Hollow Bastion - 40 – Space Paranoids - 41 – Bafo, o Lacaio - 42 – Em Busca do Password! - 43 – Porta Para as Trevas |

| - 44 – Quebra-Cabeça - 45 – A Fuga - 46 - A Verdadeira Identidade de Ansem - 47 - Circunstâncias Imprevistas - 48 - O Perseguidor - 49 - Decisões Convincentes - 50 - O Nome do Garoto Misterioso |

| - 51 - Prova da Amizade - 52 - A Outra Twilight Town - 53 - A Torre de Twilight Town - 54 - Acerto de Contas - 55 - Gratidão - 56 - Corações Que Se Cruzam - 57 - A Última Reunião Antes do Adeus - 58 - O Segredo de Riku |

| - 59 - O Segredo de Riku - Parte 2 - 60 - Dúvida - 61 - Inversão de Papéis Com a Princesa - 62 - Memórias Ressuscitadas |

| - 63 - A Visão do Coração - 64 - O Destino do Jogo - 65 - Razão Para Lutar - 66 - Cientista Tolo - 67 - O Poder do Coração - Capítulo Final - A Porta Para a Luz - Pós-Créditos - A Mensagem da Paopu |